# Ch-35 Oeran
De Ch-35 (Russisch: Х-35) is een Russische antischeepsraket ontwikkeld door Zvezda ten tijde van de Sovjet-Unie. De raket kan gelanceerd worden vanaf een schip, vliegtuig, helikopter of vrachtwagen.

## Geschiedenis
De ontwikkeling van de Ch-35 begon al in 1972 maar de opdracht hiertoe werd pas in 1983 gegeven. In 1994 bestelde India de exportversie Ch-35E waarop vaart werd gezet achter de voltooiing. In 1996 werd de India de eerste gebruiker. De Indiase marine installeerde de antischeepsraket op zijn geleide-wapenjagers van de New Delhi-klasse.
De belangrijkste gebruiker werd vanaf 2003 Rusland zelf. Russische korvetten van de Project 1241,1-klasse en Project 12418-klasse werden met de raket uitgerust. De raket is ook inzetbaar vanaf Ka-27- en Ka-28-gevechtshelikopters, MiG-21-, MiG-29SMT-, Soe-30- Soe-35- en Soechoj Soe-57-gevechtsvliegtuigen en de Tu-142-bommenwerper.
Rusland ontwikkelde de verbeterde Ch-35U. Deze versie kan ook als kruisvluchtwapen tegen doelwitten te land ingezet worden.
Ook China zou de raket in 2001 besteld hebben.
Ook Vietnam schafte in diezelfde periode de raket aan. Dit land ontwikkelde een eigen variant, de VCM-01. In 2019 werd deze voor het eerst publiek getoond. 
Ook Oekraïne ontwikkelde een eigen verbeterde versie, de Neptun. Die werd in 2015 voorgesteld en was in 2021 operationeel. Oekraïne bracht met twee Neptun de Moskva tot zinken.
Verder heeft ook Noord-Korea een eigen variant ontwikkeld genaamd "KN19". 

## Beschrijving
De Ch-35 is ontworpen om schepen tot een deplacement van 5000 ton tot zinken te brengen en is vergeleken met andere raketten vrij moeilijk te stoppen omdat hij extreem laag vliegt – circa 4 meter boven het wateroppervlak – en vrij klein is.
Bij lanceren vanaf een vliegtuig is geen vastebrandstof hulpraket nodig. Deze versie heeft de NAVO-codenaam "AS-20 Kayak". Anders is wel een vastebrandstof hulpraket nodig om op snelheid te komen. De versie voor installatie op marineschepen wordt in Rusland "Oeran" genoemd, heeft de GRAOe-index "3M24" en de NAVO-codenaam "SS-N-25 Switchblade". De versie die op een vrachtwagen wordt gemonteerd voor kustverdediging heet "Bal" met GRAOe-index "3K60" en NAVO-codenaam "SSC-6 Sennight".
De gelijkenis met de Amerikaanse RGM-84/AGM-84 Harpoon heeft de raket de bijnaam Charpoenski opgeleverd.

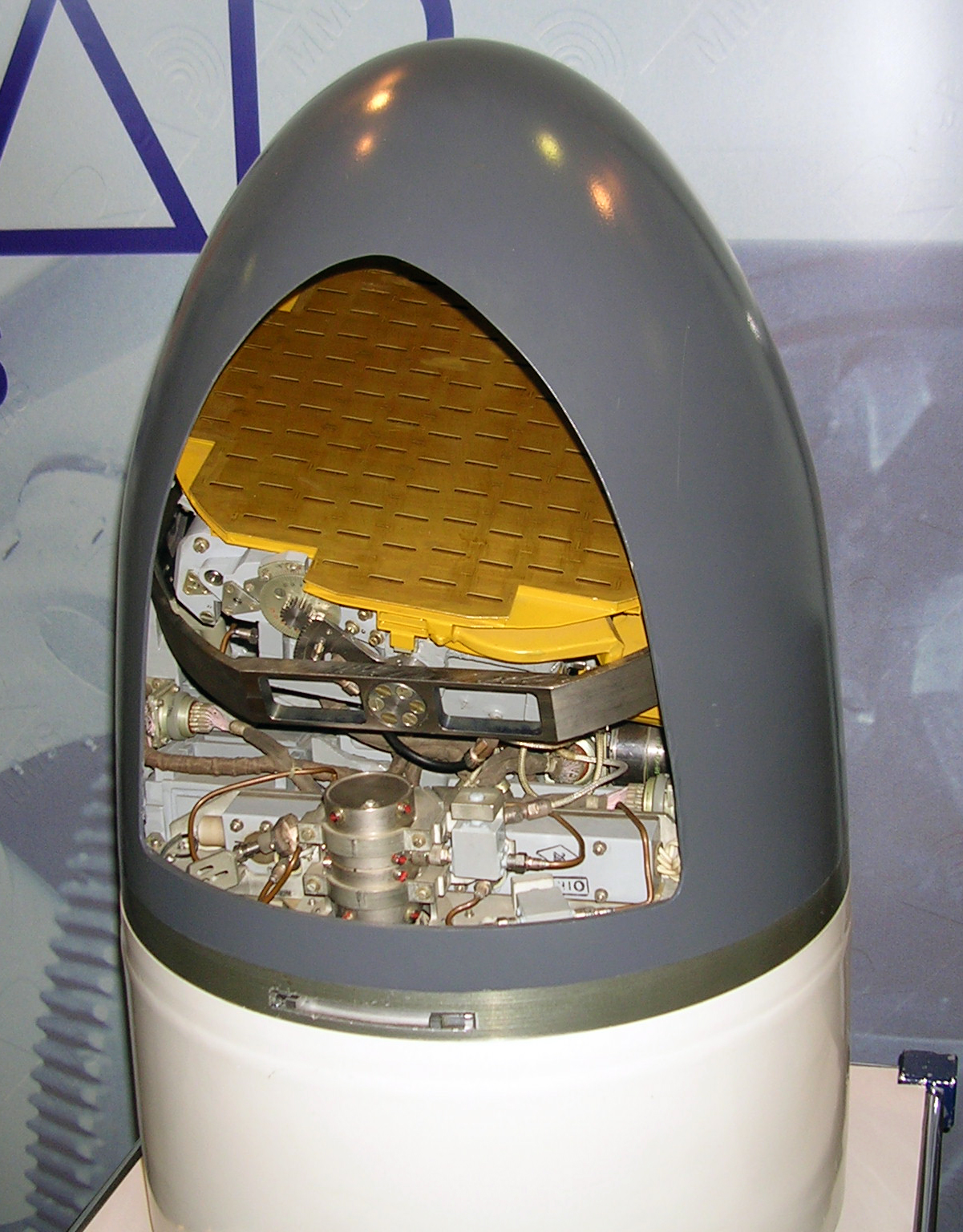
De doelzoekradar van een Ch-35E
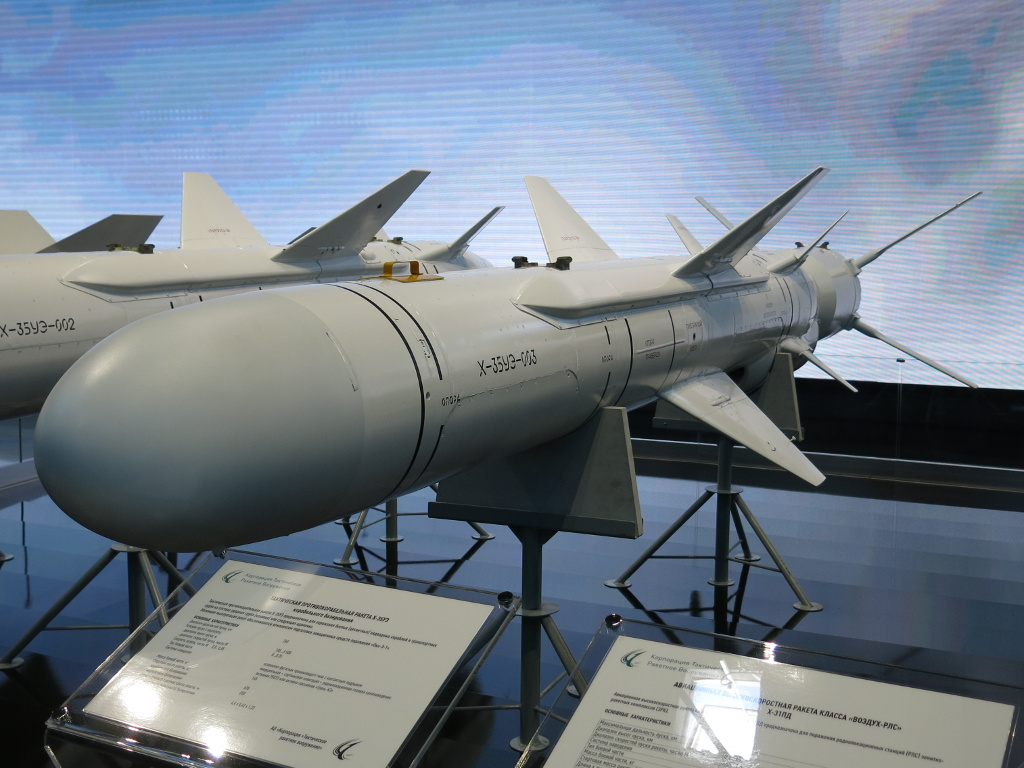
Ch-35UE
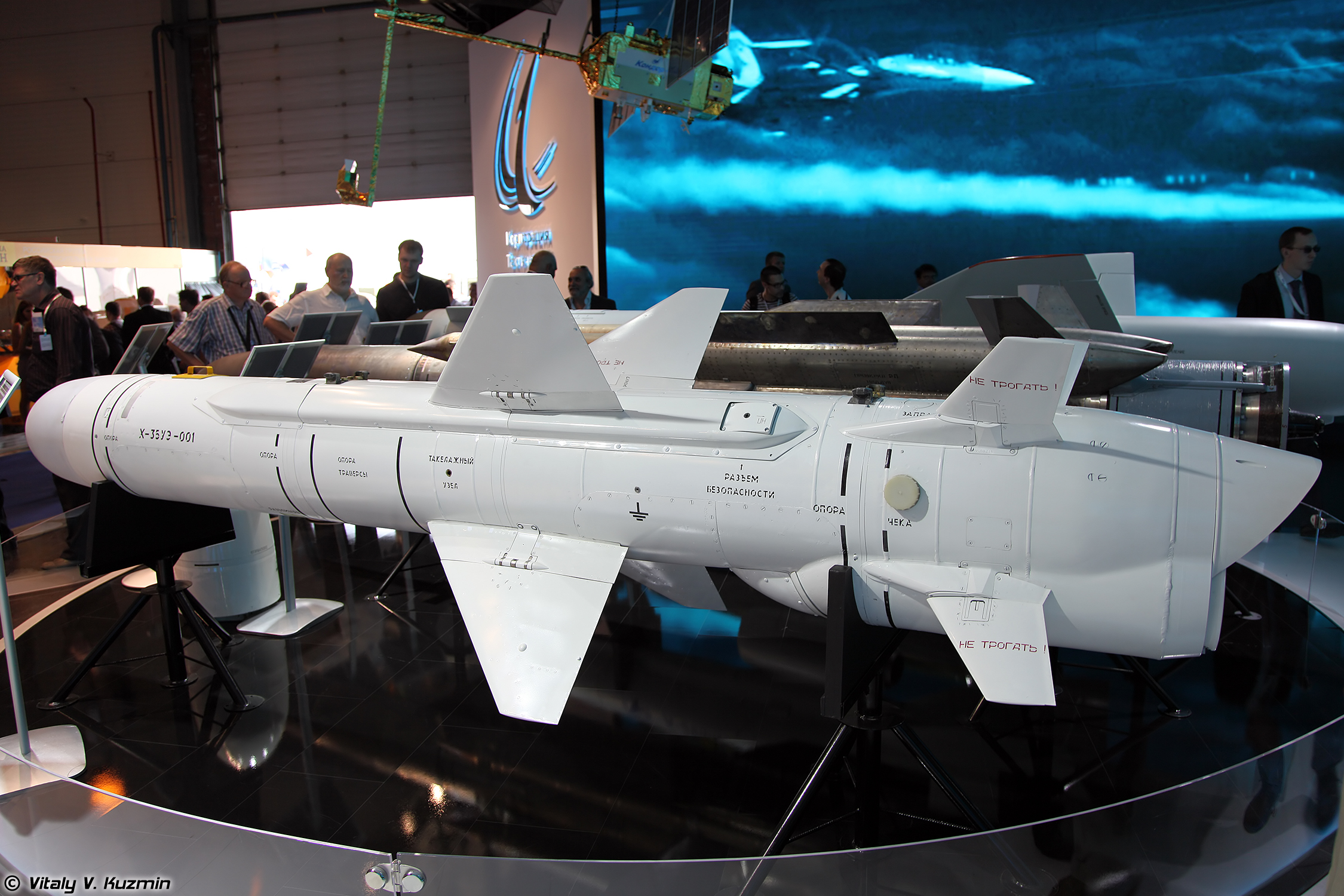
Ch-35UE
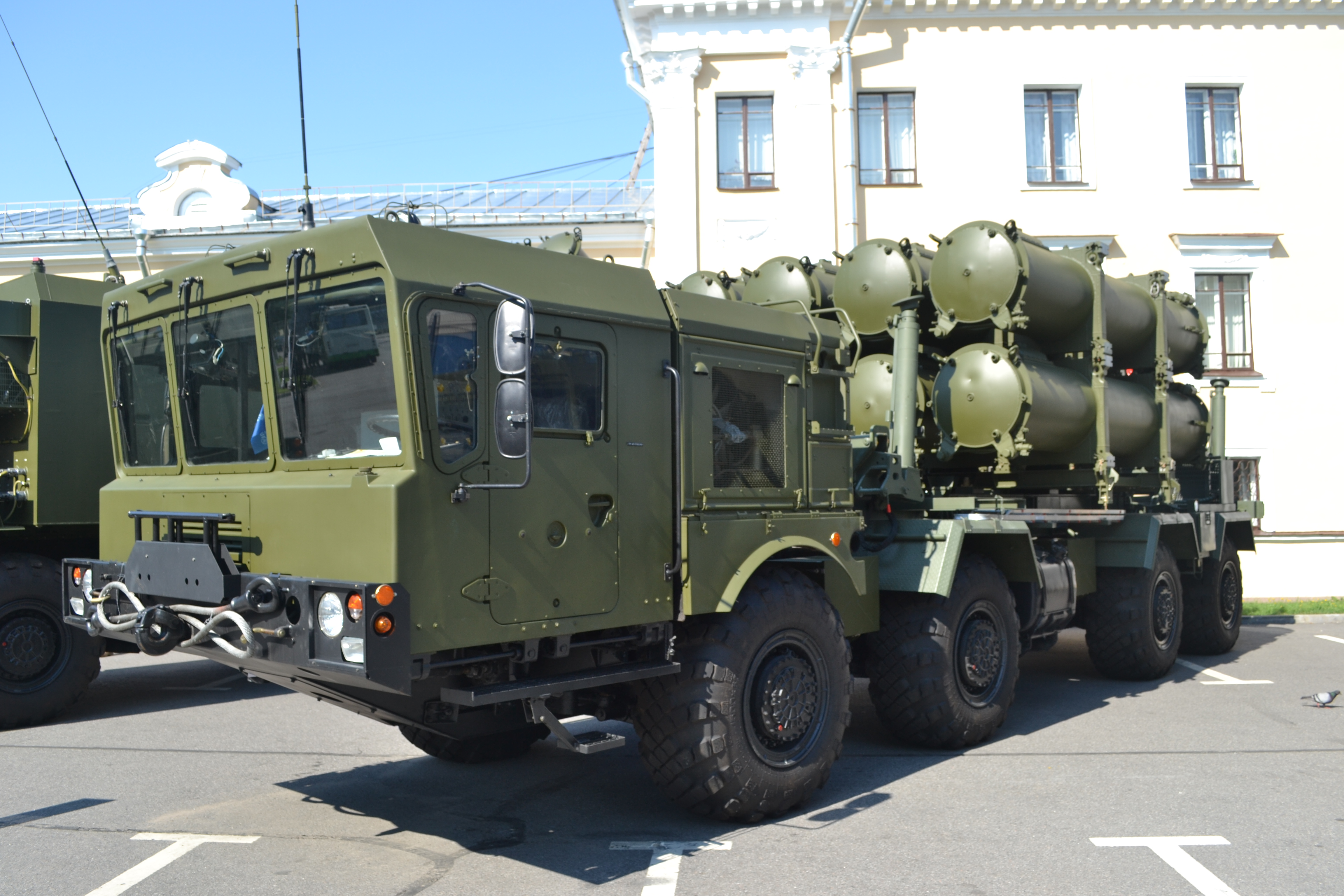
Het "Bal"-lanceervoertuig
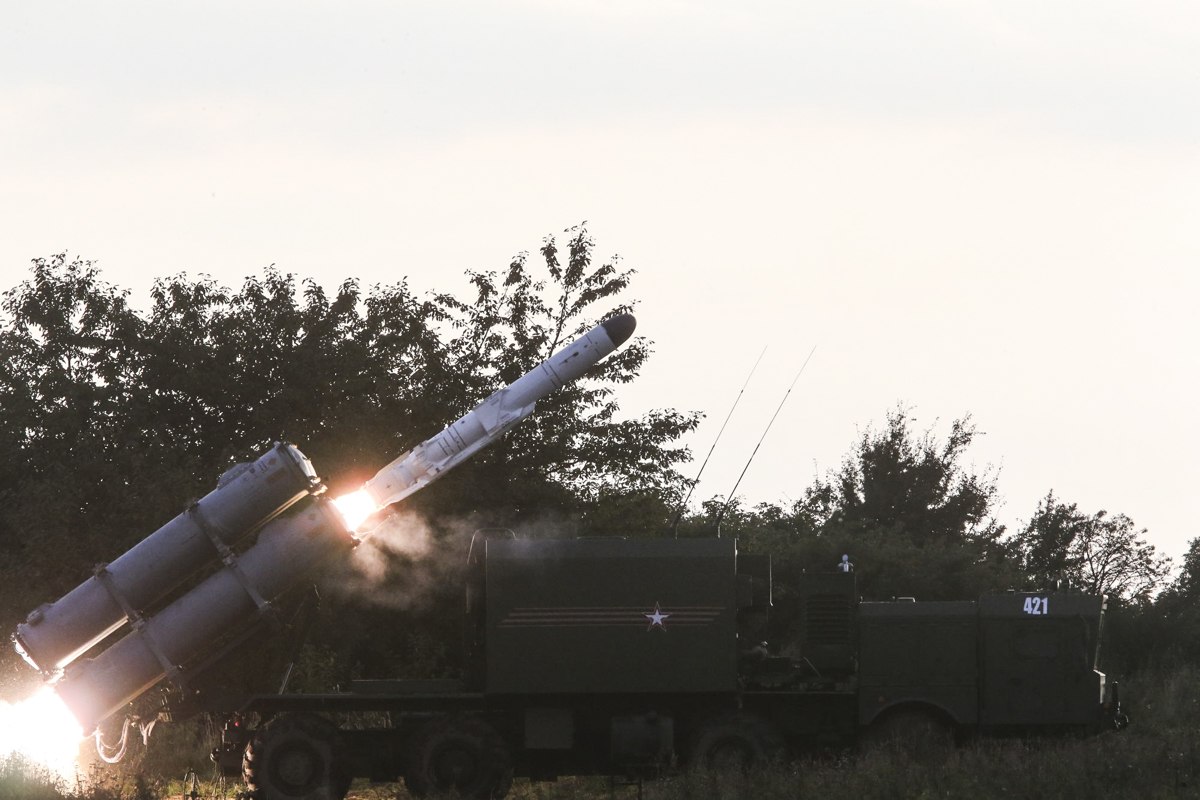
Lancering vanaf een vrachtwagen
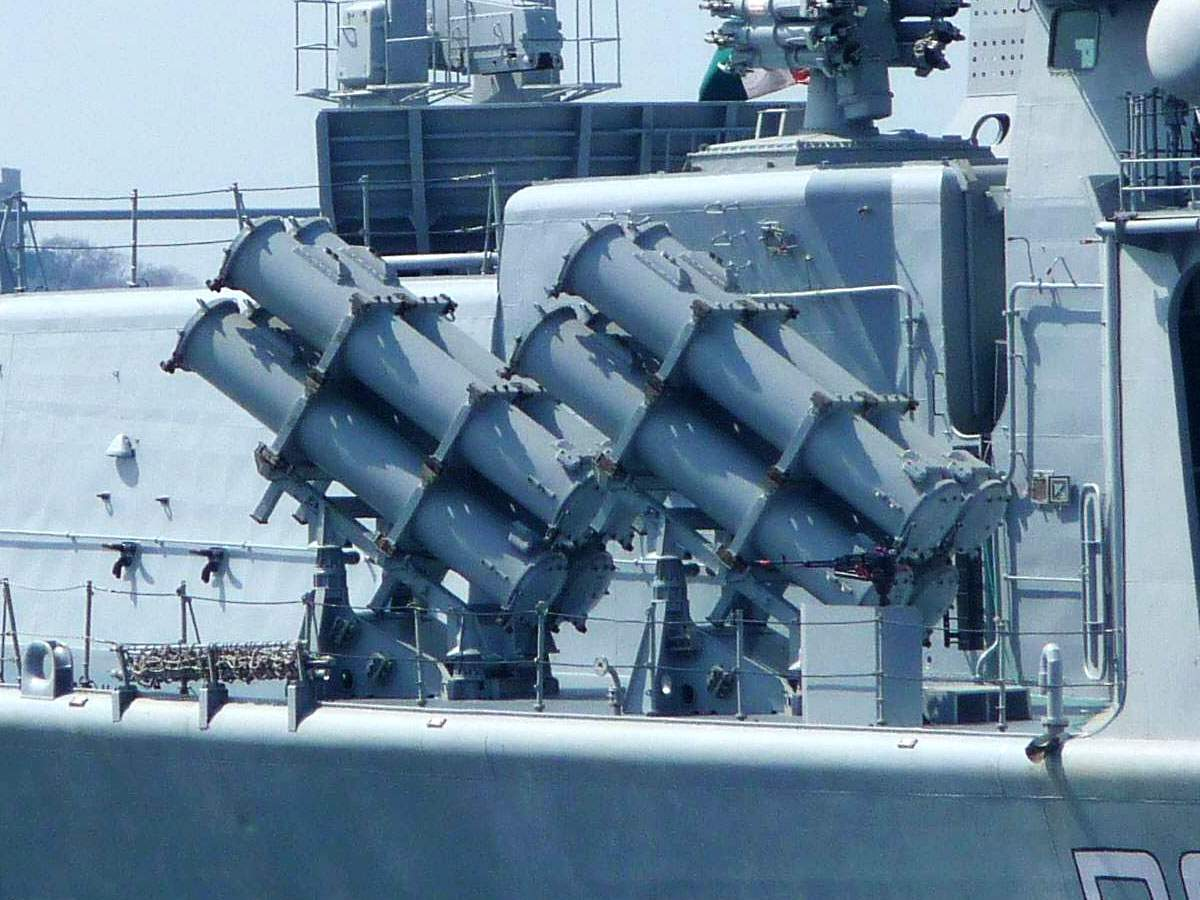
De lanceerinrichting op de INS Delhi